# Mandy Patinkin
Mandy Patinkin, pseudonimo di Mandel Bruce Patinkin (Chicago, 30 novembre 1952), è un attore e cantante statunitense.
Apprezzato, oltre che per le doti recitative, anche per le sue qualità di cantante di musical (nel registro tenorile), è stato premiato con il Tony Award (per la sua performance in Evita) e l'Emmy Award, relativamente alla partecipazione al serial della CBS Chicago Hope.
Noto per il ruolo di Inigo Montoya in La storia fantastica e per quello di Jason Gideon nelle prime due stagioni di Criminal Minds, ha inoltre interpretato Quasimodo nel film The Hunchback.

## Biografia
Patinkin fin da piccolo vanta doti vocali non comuni, cantando nelle sinagoghe della sua città e in feste familiari. In seguito frequenta la Kenwood High School, l'Università del Kansas e la Juilliard School of Drama. Il suo debutto nel mondo dello spettacolo avviene a cavallo fra il 1978 e il 1979 con l'interpretazione sui palcoscenici di Broadway del ruolo del Che nel musical Evita (interpretazione che gli vale il Tony Award). Nei decenni successivi interpreta alcuni importanti musical, tra cui le produzioni originali di Sunday in the Park with George di Stephen Sondheim e The Secret Garden.
È conosciuto al grande pubblico, oltre che per il ruolo di Avigdor nel film Yentl (1983) diretto da Barbra Streisand, anche per quello di Inigo Montoya in La storia fantastica (1987), per il ruolo del Dr. Jeffrey Geiger nella serie tv medical drama Chicago Hope, e per la sua interpretazione dell'agente speciale Jason Gideon, capo dell'Unità di Analisi Comportamentale nel serial televisivo Criminal Minds, telefilm da lui abbandonato all'inizio della terza stagione.
Nel 1982 Patinkin viene preso in considerazione da Giuliano Montaldo per il ruolo principale nel Marco Polo televisivo e, in un'intervista al regista sul set, quest'ultimo lo presenta come tale alla stampa. Partecipa al primo ciak, ma rinuncia al ruolo poiché le riprese prevedono un soggiorno di parecchi mesi in Mongolia, per cui viene sostituito da Ken Marshall.
Nel 1990 partecipa al film Dick Tracy, di Warren Beatty, e incide la canzone What Can You Lose, in duetto con la popstar Madonna, presente nell'album I'm Breathless. Nel 1999 partecipa al film Le avventure di Elmo in Brontolandia. Dal 2011 al 2020 è nel cast della serie televisiva Homeland - Caccia alla spia, in cui interpreta il ruolo di Saul Berenson, al fianco di Claire Danes e Damian Lewis.

## Vita privata
È sposato con l'attrice Kathryn Grody da cui ha avuto due figli, di nome Isaac e Gideon. Nonostante i suoi critici lo considerino un carattere rude, Patinkin è particolarmente amato dai colleghi con i quali ha lavorato e dal mondo dello show business per il suo attivismo e le sue partecipazioni ad attività benefiche, come la New York bike ride, corsa ciclistica benefica che si tiene a New York.

## Filmografia parziale

### Cinema
- Il segno degli Hannan (Last Embrace), regia di Jonathan Demme (1979)
- Fort Bronx (Night of the Juggler), regia di Robert Butler (1980)
- Ragtime, regia di Miloš Forman (1981)
- Daniel, regia di Sidney Lumet (1983)
- Yentl, regia di Barbra Streisand (1983)
- Maxie, regia di Paul Aaron (1985)
- La storia fantastica (The Princess Bride), regia di Rob Reiner (1987)
- Labirinto mortale (The House on Carroll Street), regia di Peter Yates (1988)
- Alien Nation, regia di Graham Baker (1988)
- Dick Tracy, regia di Warren Beatty (1990)
- I corridoi del potere (True Colors), regia di Herbert Ross (1991)
- Chopin amore mio (Impromptu), regia di James Lapine (1991)
- Un medico, un uomo (The Doctor), regia di Randa Haines (1991)
- La musica del caso (The Music of Chance), regia di Philip Haas (1993)
- Cercasi superstar (Life with Mikey), regia di James Lapine (1993)
- Angeli armati (Men with Guns), regia di John Sayles (1997)
- Lulu on the Bridge, regia di Paul Auster (1998)
- Le avventure di Elmo in Brontolandia (The Adventures of Elmo in Grouchland), regia di Gary Halvorson (1999)
- Wish I Was Here, regia di Zach Braff (2014)
- The Queen of Spain (La reina de España), regia di Fernando Trueba (2016)
- Ali and Nino, regia di Asif Kapadia (2016)
- Wonder, regia di Stephen Chbosky (2017)
- La vita in un attimo (Life Itself), regia di Dan Fogelman (2018)

### Televisione
- Charleston, regia di Karen Arthur - film TV (1979)
- Sunday in the Park with George, regia di Terry Hughes - film TV (1985)
- Broken Glass, regia di David Thacker - film TV (1996)
- The Hunchback, regia di Peter Medak - film TV (1997)
- Strange Justice, regia di Ernest R. Dickerson - film TV (1999)
- Chicago Hope - serie TV, 60 episodi (1994-2000)
- Il tocco di un angelo (Touched by an Angel) - serie Tv, episodio 07x23 (2001)
- NTSB: The Crash of Flight 323, regia di Jeff Bleckner - film TV (2004)
- Dead Like Me - serie TV, 29 episodi (2003-2004)
- Criminal Minds - serie TV, 47 episodi (2005-2007)
- Three Rivers - serie TV, episodio 1x07 (2009)
- Homeland - Caccia alla spia (Homeland) - serie TV, 94 episodi (2011-2020)
- The Good Fight - serie TV (2021-2022)
- Morte e altri dettagli (Death and Other Details) – serie TV, 10 episodi (2024)

### Doppiaggio
- Piccolo grande eroe (Everyone's Hero), regia di Colin Brady, Christopher Reeve e Dan St. Pierre (2006)
- I Puffi - Viaggio nella foresta segreta (Smurfs: The Lost Village), regia di Kelly Asbury (2017)

## Teatro

### Broadway
- The Shadow Box (1977)
- Evita (1979)
- Sunday in the Park with George (1984)
- Follies in Concert, Lincoln Center (1985)
- Mandy Patinkin in Concert: Dress Casual (1989)
- The Secret Garden (1991)
- Falsettos (1993)
- Sunday in the Park with George (Tenth Anniversary Concert) (1994)
- Mandy Patinkin in Concert (1997)
- Mandy Patinkin in Concert: Mamaloshen (1998)
- The Wild Party (2000)
- Celebrating Sondheim (2002)
- An Evening with Patti LuPone and Mandy Patinkin (2011)

## Discografia
- 1979: Evita
- 1984: Sunday in the Park with George
- 1985: Follies in Concert
- 1986: South Pacific
- 1989: Mandy Patinkin
- 1990: Dress Casual
- 1990: I'm Breathless
- 1991: The Secret Garden
- 1994: Experiment
- 1995: Oscar & Steve
- 1996: Man of La Mancha (with Plácido Domingo)
- 1998: Mamaloshen
- 1999: Myths and Hymns
- 2000: The Wild Party
- 2001: Kidults
- 2002: Mandy Patinkin Sings Sondheim
- 2018: Diary: January 27, 2018
- 2018: Diary: April/May 2018
- 2019: Diary: December 2018
- 2019: Children and Art

## Premi e riconoscimenti

### Tony Award
- 1980 - Miglior attore non protagonista in un musical per Evita
- 1984 - Candidatura al miglior attore protagonista in un musical per Sunday in the Park with George
- 2000 - Candidatura al miglior attore protagonista in un musical per Wild Party

### Premio Emmy
- 1995 - Miglior attore in una serie drammatica per Chicago Hope
- 1996 - Candidatura al miglior attore ospite in una serie comica o commedia per The Larry Sanders Show
- 1999 - Candidatura al miglior attore ospite in una serie drammatica per Chicago Hope
- 2013 - Candidatura al miglior attore non protagonista in una serie drammatica per Homeland - Caccia alla spia
- 2014 - Candidatura al miglior attore non protagonista in una serie drammatica per Homeland - Caccia alla spia
- 2017 - Candidatura al miglior attore non protagonista in una serie drammatica per Homeland - Caccia alla spia
- 2018 - Candidatura al miglior attore non protagonista in una serie drammatica per Homeland - Caccia alla spia

### Golden Globe
- 1984 - Candidatura al miglior attore in un film commedia o musicale per Yentl
- 1995 - Candidatura al miglior attore in una serie drammatica per Chicago Hope
- 2013 - Candidatura al miglior attore non protagonista in una serie per Homeland - Caccia alla spia

### Altri
- 1987 - Premio CableACE per Miglior attore in uno speciale teatrale per Sunday in the Park with George
- 1990 - Candidatura al Saturn Award per miglior attore non protagonista per Alien Nation
- 1995 - Candidatura allo Screen Actors Guild Award per miglior attore in una serie drammatica per Chicago Hope

## Doppiatori italiani
Nelle versioni in italiano delle opere in cui ha recitato, Mandy Patinkin è stato doppiato da:
- Stefano De Sando in Alien Nation, Law & Order - I due volti della giustizia, Chopin amore mio, Lulu on the Bridge, Criminal Minds, Homeland - Caccia alla spia, Wonder, The Good Fight, La vita in un attimo, Morte e altri dettagli
- Fabrizio Pucci in Volo 323 - Cronaca di un disastro, Boston Public
- Sandro Iovino in Yentl, Dead Like Me
- Oreste Rizzini in Ragtime
- Angelo Nicotra in Daniel
- Maurizio Fardo in Maxie
- Eugenio Marinelli ne La storia fantastica
- Renato Cortesi in Labirinto mortale
- Manlio De Angelis in Dick Tracy
- Franco Zucca in Un medico, un uomo
- Fabrizio Temperini in Squanto - Il guerriero del falco
- Luca Ward in Chicago Hope
- Michele Gammino ne Le avventure di Elmo in Brontolandia

Da doppiatore è sostituito da:
- Antonio Sanna in Piccolo grande eroe
- Massimo Lopez in I Puffi - Viaggio nella foresta segreta